# 厚唇牛胭脂魚
厚唇牛胭脂魚為輻鰭魚綱鯉形目亞口魚科的其中一種，為溫帶淡水魚，分布於北美洲墨西哥淡水流域，為底棲性魚類，屬雜食性，生活習性不明。

## 擴展閱讀
維基物種上的相關：厚唇牛胭脂魚